# Crkva Porođenja BDM u Tugarama
Crkva Porođenja Blažene Djevice Marije nalazi se u zaseoku Čažin Dolac, u selu Tugarama, gradskom naselju Omiša, na adresi Put Gospe.

## Opis
Župna crkva Tugara Gospe od porođenja izgrađena je u 16. stoljeću i dograđena u 18. stoljeću. Građena je većim kamenim blokovima kao jednobrodna građevina s pravokutnom apsidom. Portal na glavnom pročelju je rustične profilacije, a nad njim je rozeta s tri ljudska lika pod kojom je natpis bosančicom s rustičnim likom sveca – pape.
Unutrašnjost crkve je presvedena gotičkim lomljenim svodom s poprečnim pojasnicama, a zidovi su raščlanjeni plitkim lezenama. Dnom svoda teče kameni napust jednostavne profilacije.
Na sjevernoj strani crkve je dograđena mala kapela, dok je na južnoj podignut rustični zvonik kvadratičnog tlocrta.

## Zaštita
Pod oznakom Z-6299 zavedena je pod vrstom "nepokretno kulturno dobro - pojedinačno", pravna statusa zaštićena kulturnog dobra, klasificirano kao "sakralne građevine".